# تلهار
تلهار (به انگلیسی: Talhar) یک منطقهٔ مسکونی در پاکستان است که در ایالت سند واقع شده‌است. تلهار ۱۵ متر بالاتر از سطح دریا واقع شده‌است.